# Crescenzago
Crescenzago (lombardisch Carsenzagh oder Crescenzagh [kreʃẽˈtsɑːk]) ist ein Stadtteil der norditalienischen Großstadt Mailand. Er befindet sich am nordöstlichen Stadtrand und gehört zum 2. Stadtbezirk.

## Geschichte
Der Ort hat römische Ursprünge: der damalige Crescentii ager („Acker von Crescentius“) befand sich auf der Straße von Mediolanum nach Argentiola, die heutige Staatsstraße 11.
Im Mittelalter entwickelte sich der Ort dank dem neuen Martesana-Schifffahrtskanal zu einem größeren Dorf um die Kirche von St. Maria die Rote. Ab dem 18. Jahrhundert ließen sich einige wohlhabende mailändische Familien ihre Villen am Martesana-Kanal errichten, und Crescenzago wurde wie die ganze Riviera der Martesana zum beliebten Ausflugsort für die Bewohner der Großstadt.
1808 wurde Crescenzago per Napoleonischen Dekret mit vielen anderen Vororten nach Mailand eingemeindet. Mit der Wiederherstellung des Österreichischen Herrschafts wurde die Gemeinde Crescenzago 1816 wieder selbstständig.
Seit der Gründung des Königreichs Italien fingen viele Vororte von Mailand an zu wachsen: Crescenzago zählte 1861 nur 1699 Einwohner, 1901 2881 und 1921 schon 7125. Deshalb entschloss sich 1923 die neugewählte faschistische Regierung, das sogenannte Grande Milano („Groß-Mailand“) zu gründen, das mit dem Königlichen Dekret Nr. 1912 vom 2. September in Kraft trat. Seitdem gehört Crescenzago zu Mailand.

## Bilder

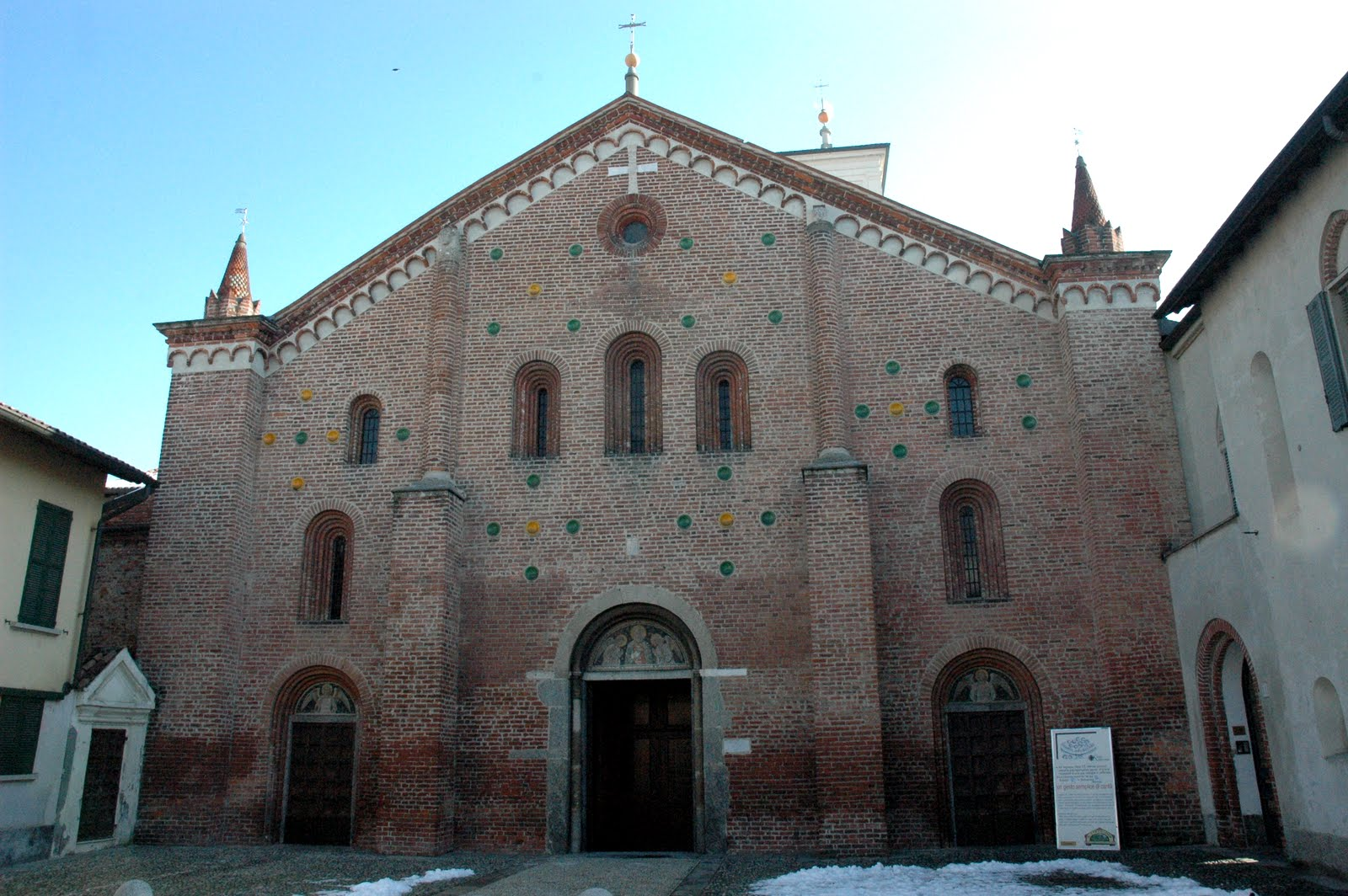
Die Kirche St. Maria die Rote
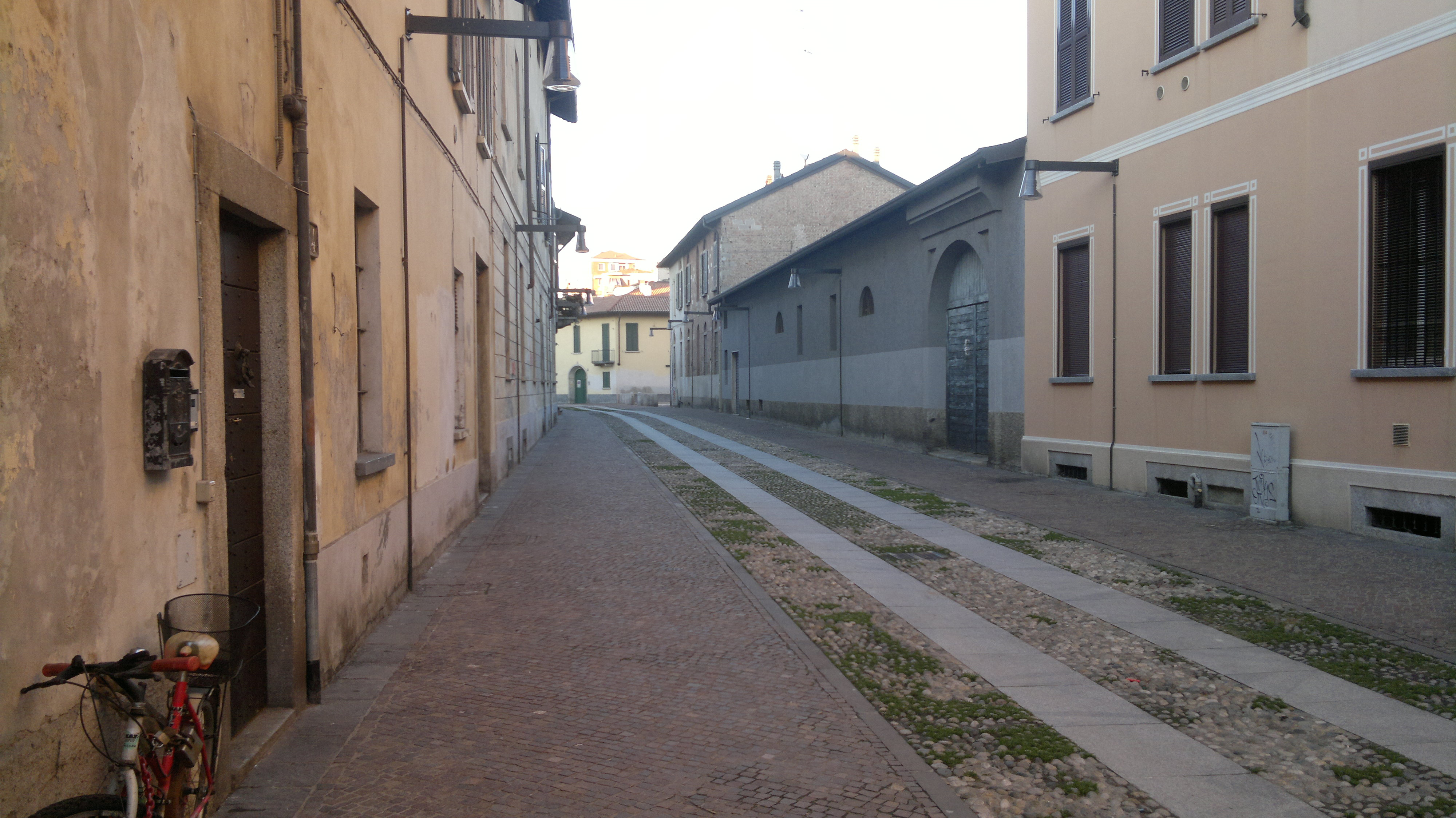
Im alten Dorfkern
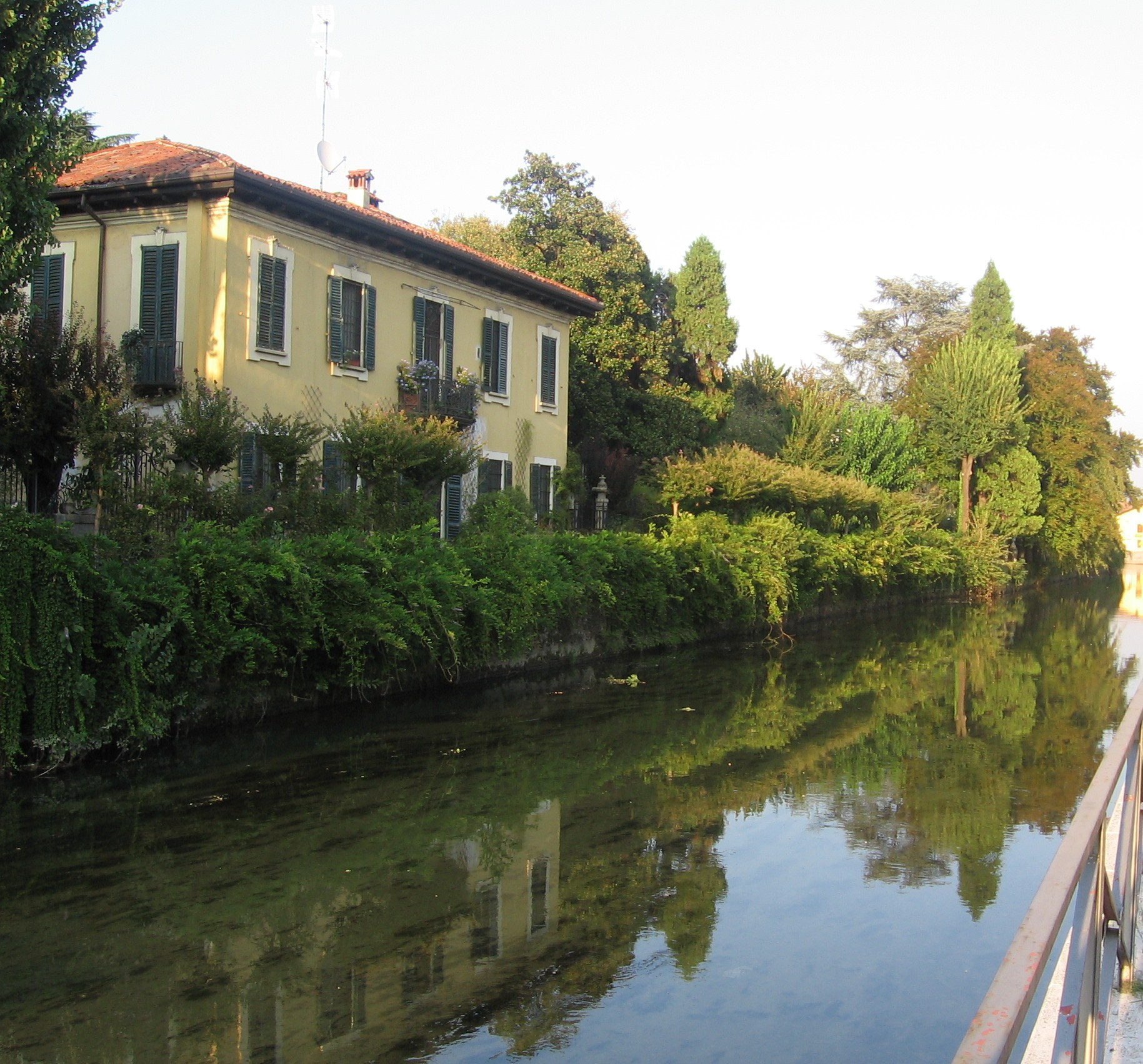
Die Villen an der Martesana